# Christian Weinberger
Christian Weinberger, auch C. C. Weinberger, (* 1960) ist ein österreichischer Schauspieler.

## Leben
Christian Weinberger wuchs in der Nähe von Wien auf, besuchte das Gymnasium in Neunkirchen und studierte Theaterwissenschaft und Kunstgeschichte. Seine Schauspielausbildung absolvierte er von 1984 bis 1987 am Dramatischen Zentrum in Wien. Anschließend war er am Staatstheater Mainz, am Zimmertheater Tübingen und an der Klibühni Chur engagiert.
1992 wurde er unter der Intendanz von Claus Peymann Ensemblemitglied am Wiener Burgtheater, dem er bis 1998/99 angehörte und wo er beispielsweise unter Giorgio Strehler, Manfred Karge, Karl-Ernst Herrmann, Achim Benning und Karlheinz Hackl spielte. 1992 war er dort etwa in der Uraufführung von Elfriede Jelineks Totenauberg unter der Regie von Manfred Karge zu sehen. Danach war er als freier Schauspieler und Regisseur vorwiegend in Graz, Wien und München tätig. In Graz inszenierte er unter anderem Die Räuber und Ein Sommernachtstraum. In der Fernsehserie Julia – Eine ungewöhnliche Frau verkörperte er 1999/2000 die Rolle des Gustl Spreitzer.
Seit 2005 ist er bei den Luisenburg-Festspielen zu sehen, wo er etwa 2016 unter Michael Lerchenberg in der Rolle des Kreithofer in Der verkaufte Großvater auf der Bühne stand. 2015 spielte er bei den Festspielen Stockerau in Don Camillo und Peppone unter Zeno Stanek die Rolle des Großgrundbesitzers Pasotti. In der Nestroy-Posse Der böse Geist Lumpacivagabundus verkörpert er 2024 bei den Festspielen Reichenau den Hilaris.
Weinberger ist Mitglied im Verband der Österreichischen FilmschauspielerInnen. Seit der COVID-19-Pandemie lebt er wieder in Ternitz in Niederösterreich.

## Filmografie (Auswahl)
- 1993: Indien
- 1996: Kommissar Rex: Drei Sekunden bis zum Tod (Fernsehserie)
- 1997: Spurensuche
- 1997: Schwarzfahrer
- 1997: In Schwimmen-zwei-Vögel
- 1997: Tatort: Morde ohne Leichen (Fernsehreihe)
- 1999–2000: Julia – Eine ungewöhnliche Frau (Fernsehserie, sieben Episoden)
- 2000: Komm, süßer Tod
- 2001: MA 2412: Außendienst (Fernsehserie)
- 2002: Medicopter 117 – Jedes Leben zählt: Geldtransport (Fernsehserie)
- 2002: Kommissar Rex: Happy Birthday
- 2004: Nocturne
- 2005: Im Auftrag seiner Majestät – Ein barocker Bücherkrimi (TV-Doku)
- 2006: Klimt
- 2009: Brandstifter (Kurzfilm)
- 2009: Schnell ermittelt: Rudolf Sommerbauer (Fernsehserie)
- 2010: Vitasek?: Entscheidungen (Fernsehserie)
- 2011: Tatort: Vergeltung (Fernsehreihe)
- 2011: Das Glück dieser Erde: Lena
- 2011: SOKO Donau: Erbschuld (Fernsehserie)
- 2013: Schon wieder Henriette
- 2013: Im weißen Rössl – Wehe Du singst!
- 2015: Centaurus
- 2018: SOKO Kitzbühel: M23 (Fernsehserie)
- 2018: Blind ermittelt – Die toten Mädchen von Wien (Fernsehreihe)
- 2019: Walking on Sunshine (Fernsehserie)
- 2020: Louis van Beethoven (Fernsehfilm)
- 2022: Der Bergdoktor – Paradies (Fernsehserie)
- 2025: Auf der Walz – Drei Jahre und ein Tag (Fernsehfilm)